# COCONO Sラジ
COCONO Sラジ（ココノエスラジ）は、STVラジオで放送されていた帯番組。
2023年10月2日から2024年1月5日までは『午後のSラジ（仮）』（ごごのエスラジ かっこかり）として放送、2024年1月8日から現在の番組名に変更された。

## 概要
『まるごと!エンタメ〜ション』13時台を改編する形で、日替わりパーソナリティを据えて午後の活力になるようなトークを中心に、音楽や生活情報を織り交ぜて紹介する。
当初は「まだ工事途中、未完成のままスタートする」といったコンセプトを据え番組名に「（仮）」が入っていたが、2023年11月30日放送にて同日に開業した商業施設「COCONO SUSUKINO」内のオープンラジオスタジオ「MID.α STUDIO」での公開生放送への移行と「COCONO Sラジ」の正式な番組名、2024年1月8日からの新体制移行が発表された。3月7日の番組内で、2025年3月28日での番組終了が発表された。

## 放送時間
- 月曜 - 金曜 13:00 - 14:00

## パーソナリティ
- 月曜：草野あずみ
- 火曜：奈良まなみ
- 水曜：吉川のりお（STVアナウンサー 2024年4月 - ）
- 木曜：村岡啓介（2024年4月 - ）
- 金曜：高山幸代（STVアナウンサー）

過去のパーソナリティ
- 熊谷明美（STVアナウンサー） ：2023年10月 - 2024年3月 木曜担当（2024年1月17日以降病気療養のため出演休止）
- 内山よしこ（STVアナウンサー）：2023年10月 - 2024年3月 水曜担当